# ARD
|  | Si cerqueu altres usos, vegeu Atmospheric Reentry Demonstrator. |

ARD (Arbeitsgemeinschaft der öffentlich-rechtlichen Rundfunkanstalten der Bundesrepublik Deutschland – "Consorci d'institucions públiques de radiodifusió de la República Federal d'Alemanya"), és una conjunció de radiodifusors públics regionals d'Alemanya. Va ser fundada a Alemanya Occidental el 1950 per representar els interessos comuns dels nous i descentralitzats serveis de radiodifusió de la postguerra, i en particular, per la introducció d'una xarxa de televisió. És membre fundador de la UER, creada el 1950.
Avui l'ARD manté i opera un canal de televisió, conegut des de 1994 com a Das Erste ("La Primera"). Aquest canal va començar a transmetre el 1952 amb el nom de Deutsches Fernsehen ("Televisió Alemanya"), i es va reanomenar Erstes Deutsches Fernsehen el 1984. La programació de l'ARD és transmesa per una seva xarxa de transmissors terrestres. ARD també produeix un paquet de televisió digital i diversos canals temàtics.
Les institucions constituents de l'ARD són; BR, HR, MDR, NDR, Radio Bremen, RBB, SR, SWR, i WDR, així com el canal internacional Deutsche Welle. ARD opera en 54 estacions de xarxes regionals i locals, dos canals de ràdio nacionals, i set xarxes de televisió regionals. N'hi ha que emeten programació diferenciada unes hores al dia.

## Història

### Entre 1940 i 1960
Els aliats de la Segona Guerra Mundial estaven determinats que la ràdio alemanya, després de la guerra, no transmetés la mateixa propaganda que la Reichs-Rundfunk (Radiodifusió nacional) abans de la guerra. Una estructura federal, la renúncia a la influència de l'Estat i evitar la dependència econòmica eren les claus de la llei pública (öffentlich-rechtliche Rundfunk- und Fernsehanstalten, radiodifusió pública i organitzacions de televisió). En 1947 el governador de l'exèrcit nord-americà va declarar a l'opinió pública aquesta mesura com a objectiu primordial de la política dels mitjans de comunicació de la postguerra. Els individus lligats amb les forces aliades, en els seus corresponents sectors d'Alemanya, tenien influència local en els radiodifusors regionals. NDR cita la influència de Hugh Greene els primers anys de l'organització.
Després de la creació d'agències individuals de radiodifusió per a la major part dels estats federals d'Alemanya, aquests principis van ser consolidats per les lleis de ràdio dels Länder, decisions del Tribunal Constitucional Federal (Bundesverfassungsgericht), i tractats estatals entre els Estats. Els membres de l'ARD són (almenys nominalment) lliures de les influències del govern, i financen una petita part del seu ingrés amb publicitat (1995: deu per cent). Són finançats principalment a través de cànons televisius per part de cada propietari d'una ràdio o un televisor, i la quantitat a pagar és determinada en un complex procés polític. L'objectiu proclamat de les corporacions de l'ARD és no només informar i entretenir, sinó encoratjar la integració de diverses parts de la societat, i deixar a les minoríes expressar-se a la seva programació.
En la dècada dels cinquanta, els serveis de ràdio de l'ARD es van convertir en un factor molt important en el sistema de comunicació massiva a Alemanya Occidental. En 1952 les estacions de ràdio d'ARD tenien deu milions d'oïdors. No obstant això, aquestes operaven en un nivell regional, i era només el desenvolupament de la televisió el que ajudaria a l'ARD a establir-se a nivell nacional. La radiodifusió d'un servei de televisió nacional era l'objectiu de l'ARD des del principi de la seva creació i van començar a la fi de 1952. Aquest mateix any l'ARD va ser admesa com a membre actiu de la Unió Europea de Radiodifusió. En 1955 va haver-hi una separació del membre fundador NWDR ("Nordwestdeutscher Rundfunk", espanyol: "Radiodifusió del Nord-est Alemany") en les actuals NDR i WDR. L'any anterior, 1954, la SFB també es va separar. El primer programa diari de notícies, el Tagesschau, va començar a transmetre's des d'Hamburg en 1956. L'anunci del conductor del Tagesschau ("Hier ist das Erste Deutsche Fernsehen mit der Tagesschau", "El primer canal alemany de televisió presenta Tagesschau") contínua sent un element distintiu de l'ARD, i aplega vuit milions d'espectadors cada dia.

### Entre 1960 a 1980
Després de començar amb un horari de dues hores a la nit, la televisió va ampliar la seva oferta durant els 60. La transmissió a color va començar en 1967. Sense competència d'altres radiodifusoras comercials, les estacions de l'ARD van fer un progrés considerable per convertir-se en radiodifusores modernes i respectables. ZDF, una segona cadena de televisió pública, va començar la seva programació el 1963. També van tenir un paper important en la política d'Alemanya els programes de periodisme d'investigació com a "Monitor" i "Panorama".
Amb l'entrada de canals de televisió privats en 1984 a Alemanya, l'ARD va tenir lleugers canvis, adaptant-se una mica per produir programes més accessibles per a les seves xarxes nacionals, canviant als programes culturals i de notícies a les xarxes regionals, i creant nous canals per a satèl·lit.
Els programes d'informació en televisió i l'orientació dels programes Deutschlandfunk cap a la República Democràtica Alemanya (RDA) van ser bastant importants per al seu eventual col·lapse. Establerta el 1974, l'oficina de l'ARD a Berlín Oriental va fer de l'ARD la font més important d'informació per als ciutadans de la RDA (aproximadament, el 80% de la població). Enfrontant-se a la censura per part de les autoritats de la RDA i l'expulsió repetida dels seus corresponsals, el Tagesschau i altres programes de l'ARD van transmetre reportatges sobre les protestes del dilluns en Leipzig, el setembre de 1989.

### Dècada dels 90
Després de la unificació i el tancament del servei de televisió de la RDA, es van establir a l'Est d'Alemanya dues noves radiodifusores regionals i que convertirien en membres de l'ARD en 1992. Aquestes van anar originalment la Mitteldeutscher Rundfunk (MDR, català: "Radiodifusió del Centre Alemany"), i Ostdeutscher Rundfunk Brandenburg (ORB, català: "Radiodifusió d'Alemanya Oriental Brandenburg"). El servei de la NDR es va estendre cap al nord-est, on també cobreix a Mecklenburg-Pomerania Occidental, i el de l'ORB es va fusionar amb l'antiga Sender Freies Berlin (SFB, català: "Radiodifusió Lliure Berlín") per convertir-se en Rundfunk Berlin-Brandenburg (RBB, català: "Radiodifusió Berlín-Brandenburg").
Una altra fusió va tenir lloc entre dues organitzacions membres de l'ARD el 1998. L'antiga Süddeutscher Rundfunk (SDR, català: "Radiodifusió del Sud Alemany") i Südwestfunk (SWF, català: "Radiodifusió del Sud-oest") es van convertir en Südwestrundfunk (SWR, català: "Radiodifusió del Sud-oest") l'1 d'octubre de 1998.

## Programació de l'ARD

### Ràdio
Les estacions membres de l'ARD regulen la seva pròpia programació de ràdio. Algunes estacions membres col·laboren per a serveis comuns de ràdio (un exemple és Nordwestradio, una estació de ràdio orientada a la cultura coproduïda per Ràdio Bremen i la NDR). La majoria de les estacions de l'ARD tenen almenys un canal de notícies, un canal de música clàssica, un canal per a la joventut, i un canal cultural. Durant la nit algunes estacions descansen a la programació nocturna comuna, produïda per un sistema de rotació entre les mateixes estacions. Hi ha tres serveis de programació nocturna comuna: Nachtexpress/Radiowecker (música lleugera), Nachtkonzert (música clàssica) i Popnacht (música pop). Molts serveis són a l'FM, encara que uns altres també són disponibles en radiodifusió digital.
La xarxa que té una cobertura nacional és la DeutschlandRadio. No obstant això, DeutschlandRadio no és un membre exclusiu de l'ARD, sinó que és controlada per l'ARD i ZDF. DeutschlandRadio proveeix dos serveis de ràdio: DeutschlandFunk (DLF), un servei de notícies, i DeutschlandRadio Kultur, un servei de música.
La ràdio internacional Deutsche Welle transmet en ona curta, encara que la seva transmissió també pot ser rebuda via satèl·lit i per Internet.

### Televisió
Els principals canals de televisió de l'ARD són Das Erste, que és nacional, i set canals regionals operats per diferents agències radiodifusores locals. Aquests canals estaven disponibles en els transmissors analògics terrestres fins que es van començar a apagar en 2003. Das Erste i els tercers canals, com les estacions de ràdio, es financen en la seva major part a través d'impostos específics.
Das Erste transmet a nivell nacional les 24 hores del dia, excepte per "Morgenmagazine" (un xou matinal que també s'emet simultàniament a la ZDF de 05:30 a 9:00) i per 2 hores i mitja de programació regional proveïda per les estacionis membres a la tarda.
Els respectius membres regionals operen un canal regional propi, "die Dritten", els "Tercers Canals". Aquests són:
- Bayerisches Fernsehen de la Bayerischer Rundfunk
- HR-fernsehen de la Hessischer Rundfunk
- MDR Fernsehen de la Mitteldeutscher Rundfunk
- NDR Fernsehen de la Norddeutscher Rundfunk
- RBB Fernsehen de la Rundfunk Berlin-Brandenburg
- SWR Fernsehen de la Südwestrundfunk
- WDR Fernsehen de la Westdeutscher Rundfunk.

Els canals regionals també tenen opció de fer desconnexió durant certes hores. Les emissores petites, Radio Bremen i Saarländischer Rundfunk no tenen un tercer canal de televisió, sinó que col·laboren amb NDR i SWR, respectivament.
ARD també intervé en diversos canals d'inversió conjunta:
- Arte, un canal cultural franc-alemany
- KiKA, un canal infantil amb ZDF
- Phoenix amb ZDF
- 3sat, un canal internacional amb ZDF, Österreichischer Rundfunk i SRG SSR

L'emissora internacional Deutsche Welle també produeix serveis de televisió; no obstant això aquests serveis estan disponibles via satèl·lit.
ARD ha començat tres canals addicionals com a part del seu paquet ARD Digital: EinsPlus, EinsFestival i Tagesschau24.

## Institucions i organitzacions membres
| Radiodifusora regional (traducció)                            | Abreujament | Ubicació(és) d'oficines          | Ingressos de 2004 (Milions d'Euro) | Any d'establiment | Regió de cobertura                                                                                     |
| ------------------------------------------------------------- | ----------- | -------------------------------- | ---------------------------------- | ----------------- | --- |
| Bayerischer Rundfunk (Radiodifusió Bavaresa)                  | BR          | Múnic                            | 806                                | 1949              | Baviera                                                                                                |
| Deutsche Welle ("Onda Alemanya")                              | DW          | Bonn                             | Finançada a través d'impostos      | 1953              | Internacional                                                                                          |
| Hessischer Rundfunk (Radiodifusió d'Hessen)                   | HR          | Frankfurt                        | 383                                | 1948              | Hessen                                                                                                 |
| Mitteldeutscher Rundfunk (Radiodifusió d'Alemanya Central)    | MDR         | Leipzig                          | 561                                | 1991              | Saxònia, Saxònia-Anhalt, Turíngia                                                                      |
| Norddeutscher Rundfunk (Radiodifusió del Nord Alemany)        | NDR         | Hamburg                          | 892                                | 1956              | Hamburg, Baixa Saxònia i Schleswig-Holstein des de 1955; Mecklenburg-Pomerània Occidental des de 1991. |
| Radio Bremen                                                  | RB          | Bremen                           | 41                                 | 1945              | Bremen                                                                                                 |
| Rundfunk Berlin-Brandenburg (Radiodifusió Berlín-Brandenburg) | RBB         | Berlín, Potsdam                  | 340                                | 2003              | Berlín, Brandenburg                                                                                    |
| Saarländischer Rundfunk (Radiodifusió de Sarre)               | SR          | Saarbrücken                      | 64                                 | 1957              | Saarland                                                                                               |
| Südwestrundfunk (Radiodifusió del Sud-oest)                   | SWR         | Stuttgart, Magúncia, Baden-Baden | 922                                | 1998              | Baden-Württemberg, Renània-Palatinat                                                                   |
| Westdeutscher Rundfunk (Radiodifusió de l'Oest Alemany)       | WDR         | Colònia                          | 1067                               | 1956              | Rin del Nord-Westfàlia                                                                                 |

Mapa dels membres regionals d'ARD

A través de la història de la radiodifusió a Alemanya des de la Segona Guerra Mundial, hi ha hagut altres membres de l'ARD, els quals estan ara difunts per separacions o absorcions. Aquests són:
- NWDR, per passar a ser NDR i WDR de manera separada.
- Sender Freies Berlin (SFB; Transmissor Lliure Berlín) i Ostdeutscher Rundfunk Brandenburg (ORB; Radiodifusió d'Alemanya Oriental Brandenburg) que es van unir per convertir-se en RBB.
- Süddeutscher Rundfunk (SDR, Radiodifusió del Sud Alemany) i Südwestfunk (SWF, Radiodifusió del Sud-oest) que es van unir per convertir-se en SWR.

ARD opera moltes corresponsalíes en ciutats estrangeres, només la supera en nombre la CNN. ARD i les seves emissores regionals també són a Internet.
ARD opera moltes altres companyies i institucions, algunes en conjunt amb ZDF: Degeto Film, una empresa de drets de televisió i companyia productora; l'Arxiu Nacional Alemany de Radiodifusió (DRA), l'Institut de Tecnologia de Radiodifusió (IRT - Institut für Rundfunktechnik), responsable de la investigació i desenvolupament; el Centre de Recol·lecció de Cànons (GEZ), i molts d'altres.

## Controvèrsia
El fet que l'ARD (i també ZDF) usi cànons televisius per mantenir els seus llocs d'Internet i la falta de transparència en la despesa d'aquests, és el centre d'una contínua controvèrsia amb la Unió Europea. L'ARD ha intentat contrarestar-la comparant-se favorablement amb la BBC.

### Internet
El Tagesschau és disponible a través d'iTunes Store i en el lloc de l'ARD. Altres programes d'àudio dels membres de l'ARD també hi són disponibles.

### Periodistes coneguts
- Anja Kohl